# Bitva o Nanking (1937)
Bitva o Nanking probíhala od 1. do 13. prosince 1937 během druhé čínsko-japonské války mezi čínskou národní revoluční armádou a japonskou císařskou armádou. Předmětem bitvy byl Nanking, hlavní město Čínské republiky. Události, k nimž došlo bezprostředně po skončení bitvy, kdy japonští vojáci ve městě popravovali, znásilňovali a rabovali, vešly ve známost jako Nankingský masakr. Ačkoli Japonce jejich vítězství nadchlo a povzbudilo, masakr poškodil jejich světovou pověst. Navzdory Matsuiho očekávání se Čína nevzdala a druhá čínsko-japonská válka pokračovala dalších osm let.

## Průběh bitvy
Nedlouho po vypuknutí války mezi Japonskem a Čínou v červenci roku 1937 se japonská vláda pokusila ukončit boje a usilovala o diplomatické řešení. Po vítězství v bitvě u Šanghaje však v japonské armádě zvítězili expanzionisté a dne 1. prosince bylo oficiálně schváleno tažení na Nanking. Úkol obsadit Nanking dostal generál Iwane Matsui, velitel japonské středočínské oblastní armády, který věřil, že jeho dobytí donutí Čínu vzdát se a tak ukončit válku. Čínský vůdce Čankajšek se ale rozhodl město bránit a jako velitele vojenských sil města určil Tchang Šeng-č'iho.
Japonští vojáci se ze Šanghaje do Nankingu přemísťovali rychle a v průběhu cesty veškeré čínské síly porazili. Dne 9. prosince se pak dostali k poslední linii obrany, za níž byly již jen zdi města Nanking a následující den nařídil Matsui na město zaútočit. Po necelých dvou dnech intenzivních bojů se Čankajšek rozhodl město opustit a Šeng-č' nařídil svým mužům zahájit soustředěný útok, jímž by prorazili z obklíčení. Většina jednotek se ale zhroutila a čínští vojáci často v ulicích odhazovali zbraně a uniformy v naději, že se skryjí mezi civilním obyvatelstvem města. Japonci mohli začít obsazovat město.

### Nankingský masakr
I po 13. prosinci, kdy se japonské jednotky dostali do města, pokračovaly v odrážení odporu. V budovách města hledali čínské vojáky, kteří se zde mohli schovávat. Často však japonští vojáci zajali i nevinné civilisty a mnoho z těchto zajatců bylo popraveno; tento akt je znám jako Nankingský masakr. Společně s těmito vraždami docházelo ke znásilňování, náhodným vraždám, rabování či žhářství.
Podle Mezinárodního vojenského tribunálu pro Dálný východ může být počet zavražděných civilistů a válečných zajatců vyšší než 200 000 a znásilněno mělo být více než 20 000 žen, a to včetně kojenců.